# Gudang (Cikalongkulon)
Gudang is een bestuurslaag in het regentschap Cianjur van de provincie West-Java, Indonesië. Gudang telt 8674 inwoners (volkstelling 2010).